# مسجد کرمانی
مسجد کرمانی (نوررضوان) مربوط به دوره قاجار است و در اصفهان، انتهای خیابان مشیریخچال، جنب کاروانسرای ساروتقی واقع شده و این اثر در تاریخ ۲۳ شهریور ۱۳۸۲ با شمارهٔ ثبت ۱۰۲۳۳ به‌عنوان یکی از آثار ملی ایران به ثبت رسیده است.